# Spoorlijn Martigny - Orsières
De spoorlijn Martigny - Orsières en de spoorlijn Sembrancher - Le Châble zijn Zwitserse spoorlijnen tussen Martigny - Orsières met een zijlijn tussen Sembrancher en Le Châble. Chemin de fer Martigny-Orsières (afgekort: MO) was een Zwitserse spooronderneming gelegen in het kanton Wallis. Voor deze lijn is ook wel de merknaam Saint-Bernard Express in gebruik. De spoorlijn is tegenwoordig onderdeel van de Transports de Martigny et Régions (TMR).

## Geschiedenis
- Het traject van Martigny naar Orsières werd in 1910 geopend.
- Het traject van Sembrancher naar Le Châble werd in 1953 geopend.

## Traject
Het traject van Martigny naar Orsières loopt langs La Drame en La Drame de Ferret. Het traject van Sembrancher naar Le Châble loopt langs La Drame en La Drame de Bagnes. Sinds de jaren 70 van de vorige eeuw is het gebied waardoor de lijn gelegen is een belangrijk wintersportgebied geworden.

## Fusie
De Transports de Martigny et Régions (TMR) ontstond in 2001 door een fusie van de Chemin de fer Martigny-Orsières (MO) met de Chemin de fer Martigny–Châtelard (MC).

## RegionAlps
De RegionAlps is een dochteronderneming van de Schweizerischen Bundesbahnen (SBB) en de Transports de Martigny et Régions (TMR). De RegionAlps is sinds december 2003 belast met het regionaal personenvervoer op de oorspronkelijke Simplon spoorlijn. Deze loopt van de Frans-Zwitserse grensplaats Saint-Gingolph in Wallis over Saint-Maurice naar Brig. De RegionAlps gebruikt voor dit personenvervoer treinstellen van de SBB en van de TMR.

## Elektrische tractie
Het traject werd geëlektrificeerd met een spanning van 15.000 volt 16 2/3 Hz wisselstroom.

## Afbeeldingen

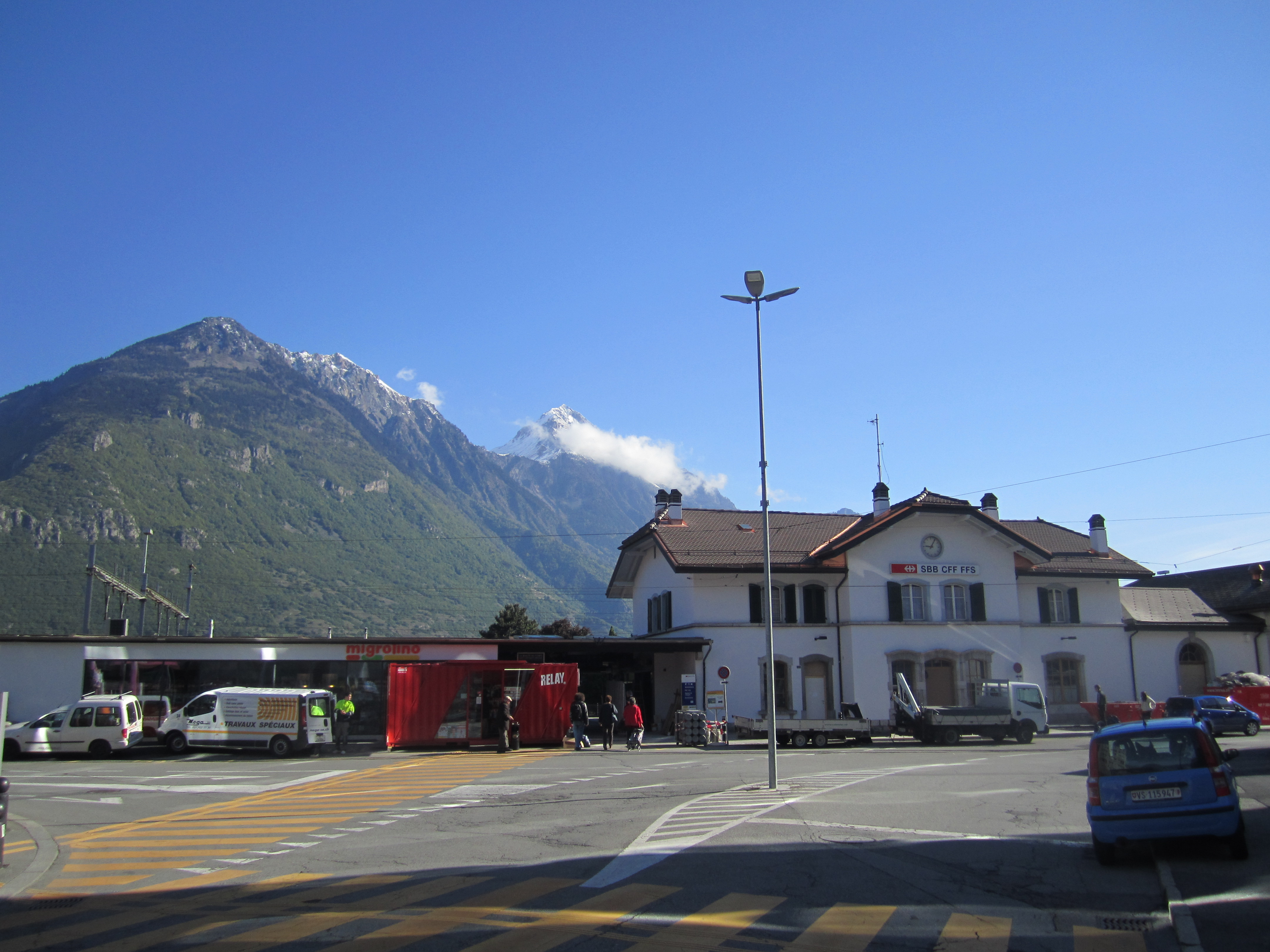
Station Martigny
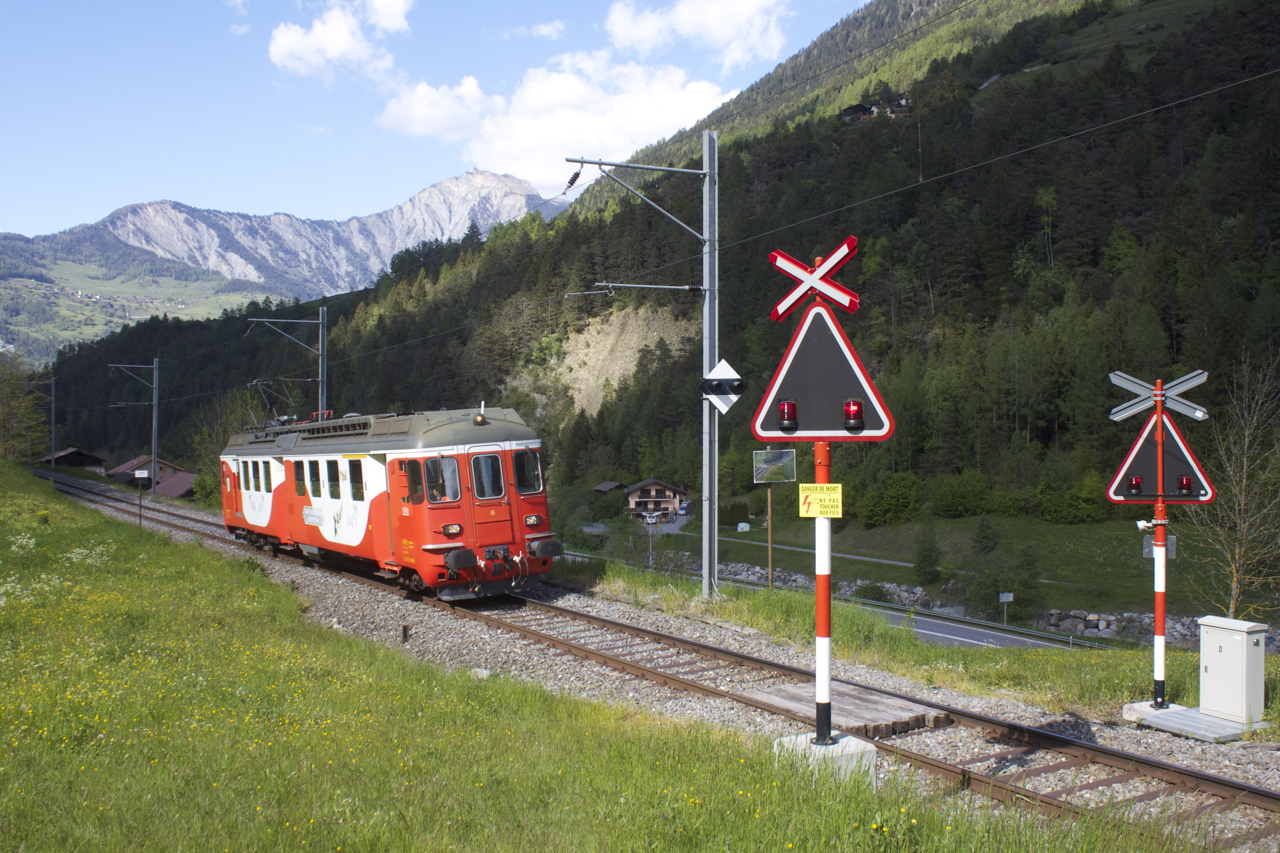
Trein bij Orsières
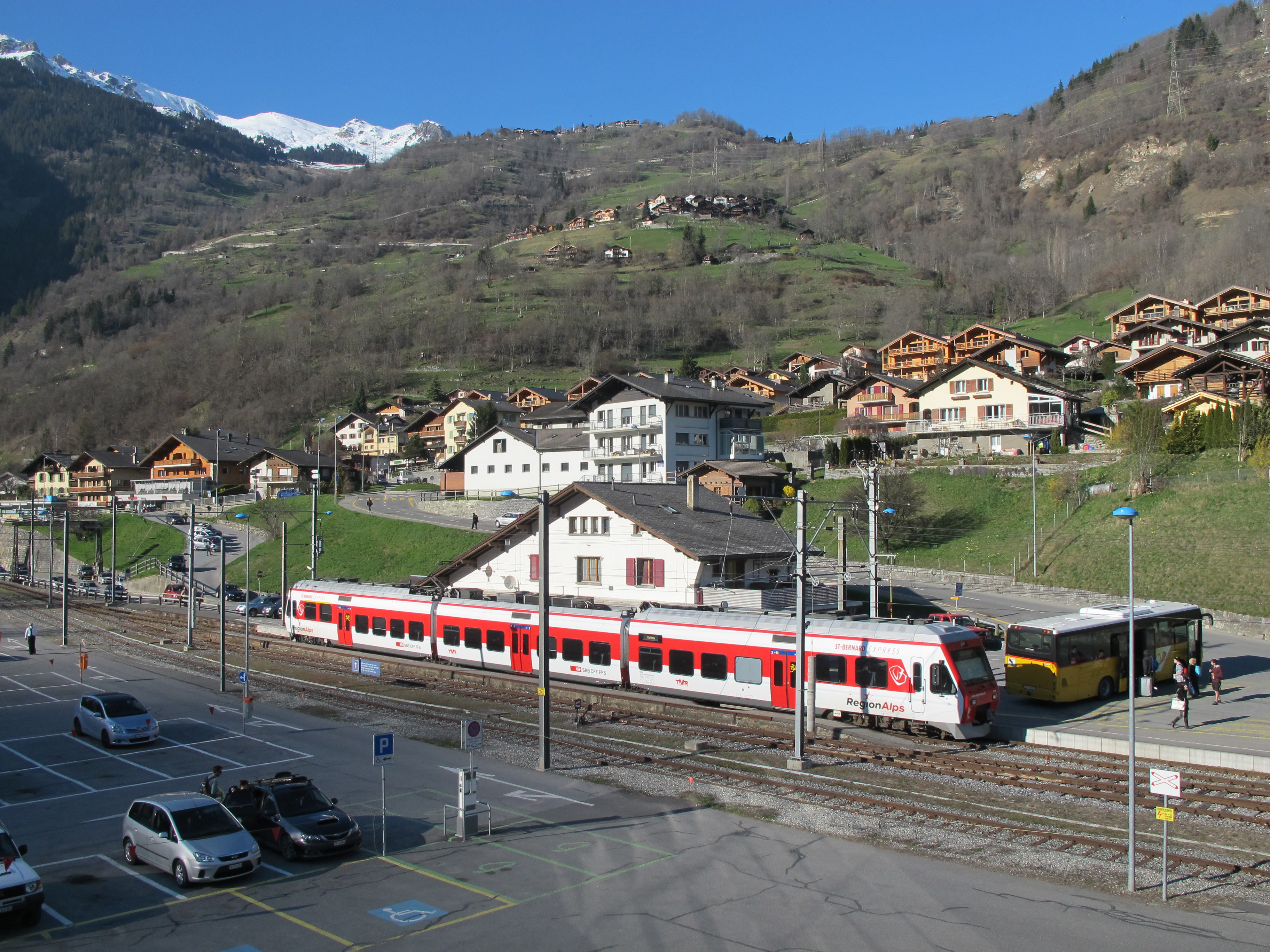
Station Le Châble